# Nieuport 28
Le Nieuport 28 était un avion de chasse biplan français de la Première Guerre mondiale.

## Histoire
Il fut développé par Gustave Delage (société Nieuport) et son premier vol eut lieu en juin 1917. Il était le successeur du Nieuport 27 et était équipé d'un moteur plus puissant Gnome 9N de 160 ch. Les mâts de liaison entre les ailes étaient à présent parallèles et non plus en forme de « V ».
Initialement, cet appareil était destiné à équiper en grande quantité les escadrilles de chasse françaises et américaines, mais l'aéronautique militaire française a annulé toutes les commandes en privilégiant le SPAD S.XIII. Les avions furent donc livrés au American Expeditionary Force (AEF) qui en reçut 287 exemplaires.
C'était le premier avion utilisé par les pilotes de l'AEF durant la Première Guerre mondiale et, dès la deuxième patrouille, le 14 avril 1918, deux avions ennemis furent abattus par Alan Winslow et Douglas Campbell du 94th Aero Squadron (en). Le Nieuport 28 était alors déjà considéré comme dépassé, mais les pilotes américains ont quand même obtenu beaucoup plus de victoires que de pertes avec cet appareil.
Cet avion était plus maniable que le SPAD S.XIII, mais il souffrait plus souvent de problèmes de moteur et le haubanage des ailes pouvait se rompre lors des vols en piqué. Mais beaucoup de pilotes américains volèrent quand même sur le Nieuport 28, comme Quentin Roosevelt, le fils du président américain Theodore Roosevelt, ou encore l'as de l'aviation Eddie Rickenbacker.
À la fin de la guerre, 600 appareils de la version modifiée N.28A.1 ont été commandés par les États-Unis. Ces avions possédaient des améliorations de la structure et étaient équipés des nouvelles mitrailleuses Marlin. Ces appareils étaient particulièrement destinés à être utilisés depuis des navires de guerre. Le dernier Nieuport 28 fut retiré du service dans les années 1930 de la Force aérienne suisse.

## Utilisateurs
- États-Unis
- France
- Russie Blanche : Des exemplaires ont été versés aux Russes blancs alors en lutte contre les communismes, certains Nieuport 28 fût pilotés par les As russes : Ivan Loïko, Vladimir Strjijevski et Vassili Iantchenko.
- Suisse : À l'été 1918, un aviateur américain se pose avec son Nieuport à côté de Soleure après une panne de moteur. Réparé, cet avion sert dans l'aviation militaire suisse comme chasseur. En 1922, au premier meeting aéronautique international de Dübendorf le premier-lieutenant Robert Ackermann remporte la victoire en acrobatie devant vingt et un autres pilotes de cinq pays différents. Lors d'une remise en état en 1925 on découvre des dégâts irréparables dus au vieillissement et l'appareil est réformé. Il reste un temps exposé sur un hangar de l'aérodrome de Thoune avant de rejoindre le musée du matériel aéronautique du service des aérodromes militaires à Dubendorf[1]. En 1923, la Suisse a acheté aux surplus français 14 N.28 « Bébé » non armés. Ils sont utilisés pour le perfectionnement et l'entrainement à la chasse. Utilisés intensivement ils sont surveillés de très près. en 1926 le N°691 est soumis à un test statique jusqu'à rupture. Ce test démontre le bon vieillissement de la cellule et le reste de la flotte continue ses vols. En 1930, un premier Bébé atteint les 600 heures, synonymes de grande visite. Cette grande visite révèle que la quasi totalité des ferrures de l'avion présente des amorces de criques et tous les N-28 C-1 sont réformés. Le 688 est racheté par un particulier qui l'expose jusqu'en 1968 ou il l'offre à la Maison suisse des transports et communications à Lucerne[2]..

## Nieuport 28 exposés
Un Nieuport 28 (S/N 688) construit en 1923 et ayant appartenu aux troupes d'aviation suisses est exposé au Musée des Transports à Lucerne en Suisse.